# Pseudobarbella propagulifera
Pseudobarbella propagulifera là một loài Rêu trong họ Meteoriaceae. Loài này được Nog. miêu tả khoa học đầu tiên năm 1948.